# Аркаваката
Аркаваката (итал. Arcavàcata) — итальянская деревня (frazione) в муниципалитете Ренде провинции Козенца, в регионе Калабрия на юге Италии. Население составляет 1831 человек.

## История
Название Аркаваката произошло от существовавшей древней крепости — выглядит как «arca-vacàta», о которой говорится в некоторых папских документах средневековья.

## Достопримечательности
На территории Аркавакаты находятся три церкви:

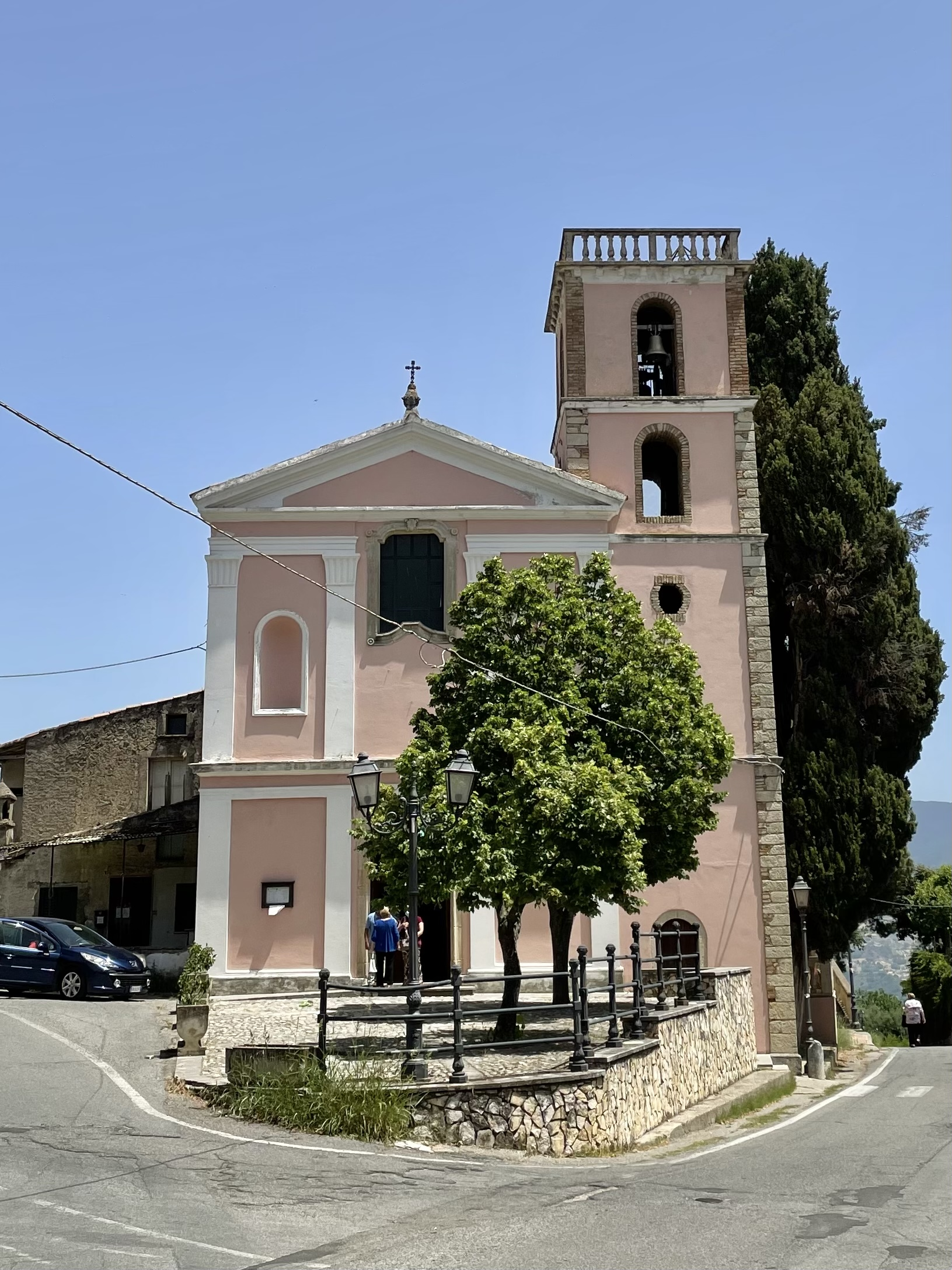
Приходская церковь Санта-Мария-делла-Консолационе.

- Приходская церковь Санта-Мария-делла-Консолационе.Санта-Мария-делла-Консолационе: это самая старая церковь в городе. Здание в стиле девятнадцатого века, построенное семьей Мадгалоне, имеет единственный неф в стиле неоренессанса и барокко. Интерьер украшен многочисленными картинами и фресками, в церкви хранится множество статуй, одна из которых – статуя Мадонны, которой посвящена церковь. На главном алтаре из полихромного мрамора находится древняя икона Богородицы, почитаемая в этом районе. В специальном помещении находится могила Дона Жуана и Донны Мариетты Магдалоне, бывших баронов Аркакакаты.
- Университетский приход Сан-Паоло-Апостоло расположен в районе Сан-Дженнаро, имеет достаточно строгий интерьер, прямоугольной формы, лишен декоративных элементов, за исключением большого деревянного креста за алтарем и 14 изображений страстей Христовых. Снаружи здания находится крест в форме тау с заготовкой в форме сердца наверху, символизирующей сердце Иисуса.
- Церковь Сан-Рокко из Монпелье. Это небольшая церковь, которая стоит там, где когда-то был действующий монастырь Святых Петра и Павла, а сегодня превратился в руины. Небольшое по размерам культовое сооружение было расширено небольшим атриумом у входа, чтобы вместить большое количество верующих. Внутри находится статуя Сан-Рокко.

## Культура
- Кампус Университета Калабрии

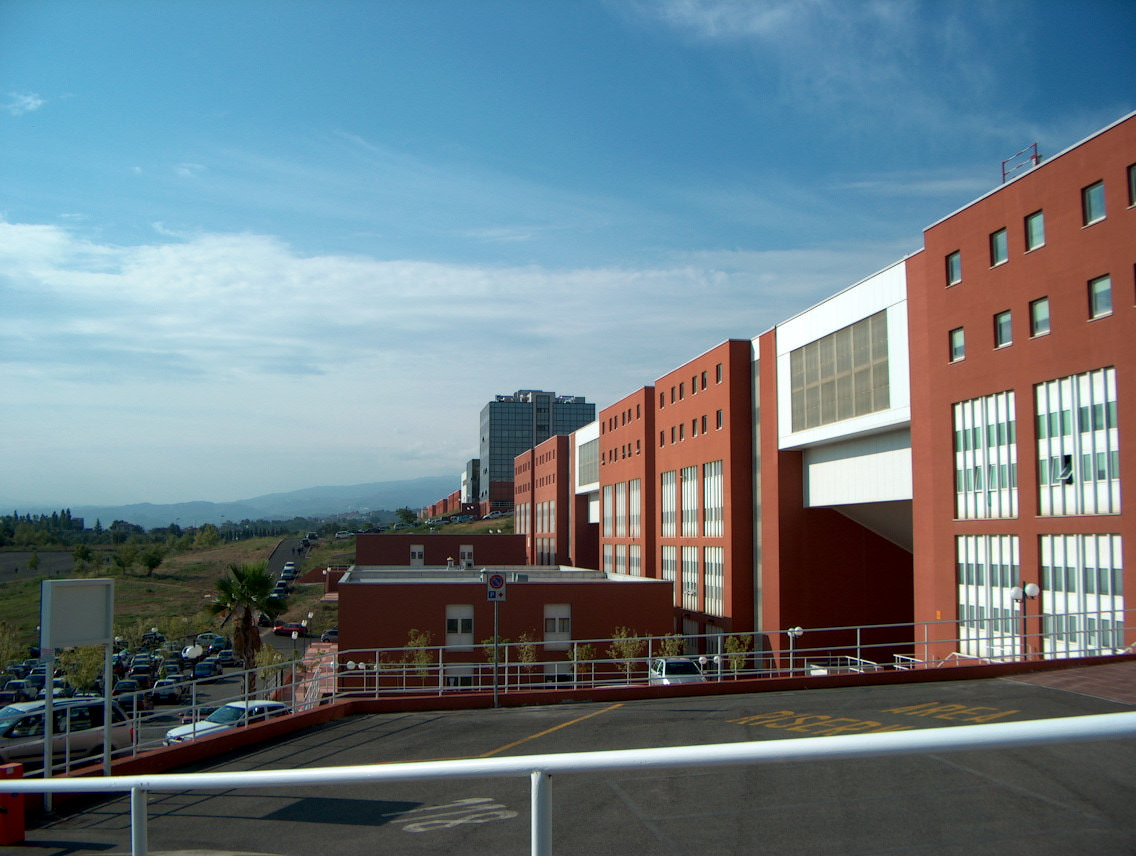
Кампус Университета Калабрии

Университет Калабрии расположен на холмах Аркавакаты, вблизи автомобильной развязки Ренда-Козенца и Салерно-Реджо-ди-Калабрия, в 3-х км от железнодорожной станции Кастильоне-Косентино.
- Палеонтологический музей расположен вдоль моста Пьетро Буччи, имеет простую структуру: экспонаты и иллюстрационные панели выстроены в хронологической последовательности, которая отражает миллионы лет истории жизни на Земле. Коллекции включают ископаемые находки беспозвоночных разного возраста, происходящих как с территории Италии, так и из некоторых мест раскопок по всему миру, останки позвоночных со стоянки Чессанити и травоядного Уранозавра.